# Гаджибеков Узеїр
Узеїр Абдул-Гусейн-огли Гаджибе́ков (азерб. Üzeyir bəy Əbdülhüseyn oğlu Hacıbəyli; 18 вересня 1885 — 23 листопада 1948) — азербайджанський композитор, дослідник азербайджанської та східної музики (мугаму), диригент, публіцист, фейлетоніст, драматург і педагог, дійсний член АН Азербайджану (1945), професор (1940), Заслужений діяч мистецтв Азербайджанської РСР (1935), народний артист Азербайджанської РСР (1937), народний артист СРСР (1938), двічі лауреат сталінських премій (1941, 1946), депутат Верховної Ради СРСР 1-го й 2-го скликань (1937, 1941), ректор азербайджанської державної консерваторії (1928—1929).

## Життєпис
Народився у селищі Агджабеди Шушинського повіту в родині сільського писаря. У юному віці брав уроки мугамного співу й навчався грати на азербайджанських народних інструментах. З 1899 по 1904 роки навчався у вчительській семінарії в місті Горі. 1911 року вчився у Московській консерваторії, а 1912 — в Петербурзькій.
Із встановленням в Азербайджані радянської влади (1920) композитор представив у Народний комісаріат освіти Азербайджанської РСР доповідь про необхідність відкриття музичної академії й народної консерваторії, а також про передачу їм будинків колишніх музичних шкіл. У наступні роки Узеїр Гаджибеков керував створеною з його ініціативи Азербайджанською тюркською музичною школою. В 1925 році його обрали депутатом Бакинської Ради депутатів трудящих, а в наступному році він став проректором Азербайджанської державної консерваторії.
В 1931 році Узеїр Гаджибеков організував оркестр народних інструментів, а в 1936 — державний хор. 1939 року композитора призначили ректором Азербайджанської державної консерваторії та обрали членом організаційного комітету І з'їзду Союзу композиторів СРСР. У вересні 1945 року Гаджибеков був призначений директором Інституту мистецтв АН Азербайджанської РСР. Помер композитор 23 листопада 1948 року в Баку від серцевої недостатності.

## Творчість
Узеїра Гаджибекова можна вважати основоположником азербайджанської композиторської школи.
У творчості Гаджибекова елементи азербайджанської народної музики були пристосовані до класичних європейських традицій. Гаджибеков вважається автором першої азербайджанської опери — «Лейлі та Меджун». Загалом же Гаджебеков є автором 7 опер і 3 оперет. За виключенням опери «Керогли», Гаджибеков також сам був автором лібрето до своїх творів.
Гаджибеков став автором одразу двох азербайджанських гімнів — сучасного, написаного 1918 року на слова Ахмеда Джавада, та радянського — на слова Самеда Вургуна, що був офіційним гімном Азербайджанської РСР в 1944 — 1992 роках.
Визначною є роль Узеїра Гаджибекова як дослідника традиційної азербайджанської та загалом східної музики (мугаму). Його праця «Основи азербайджанської народної музики» стала фундаментальним дослідженням на цю тему, а також концептуальною основою для композиторства як самого Гаджибекова, у його намаганні творити академічну музику на основі розуміння традиційного сприйняття музики азербайджанцями (зокрема, й при створенні опери «Керогли», що вважається вершиною його творчості), так і для інших композиторів азербайджанської школи (таких як учень Гаджибекова Ґара Ґараєв або Фікрет Аміров з його симфонічними мугамами).
Іменем Гаджибекова названі проспект в Баку, Бакінська музична академія, Азербайджанський державний симфонічний оркестр, а також заснована в Азербайджані Державна премія за заслуги в області культури. День народження Узеїра Гаджибекова, 18 вересня, відзначається в Азербайджані як День музики.